# المعهد الصناعي الثانوي بجدة
المعهد الصناعي الثانوي بجدة هو أول وأقدم منشأة تعليمية للتعليم الفني والتدريب المهني في المملكة العربية السعودية، تأسس في العام 1369هـ. ويعتبر أحد المعاهد المنضوية تحت لواء المؤسسة العامة للتدريب التقني والمهني.

## التأسيس والموقع
تأسس المعهد الصناعي الثانوي بجدة في العام 1369هـ في مدينة جدة تحت اسم (المدرسة الصناعية بجدة) علي يد المؤسس الملك عبد العزيز آل سعود ويقع المعهد في مدينة جدة، في حي الفيصلية.

## مساحة المعهد
تقدر مساحة المعهد الصناعي الثانوي بجدة بحوالي 90.000 متر مربع.

## مكونات المعهد
يتكون المعهد من عدد من الورش المجهزة بجميع المستلزمات والتجهيزات العملية والصناعية اللازمة للتدريب، من آلات، وماكينات ومعدات، مما يخدم جميع التخصصات العلمية كذلك جهز المعهد بمعمل للحاسب الآلي بالإضافة إلى مباني الإدارة والفصول الدراسية والتدريبية.
ويحتوي المعهد أيضاً على إلى ملعب لكرة القدم وصالة مغلقة للألعاب المختلفة مثل الكرة الطائرة، وكرة السلة،  وكرة اليد، وتنس الطاولة، وألعاب القوى، والبلياردو.
يضم المعهد كذلك مسرح واسع يستوعب ما يقرب من 700 شخص، وقد سبق أن شهد الكثير من المناسبات، والأنشطة الثقافية، مثل المحاضرات والأسابيع الثقافية، كما جهز المعهد بوحدة صحية، لإستقبال الحالات المرضية المستعجلة، والإسعافات الأولية، وصيدلية، ومختبر طبي. كما يوجد صالة طعام يمكن أن تسع لـ700 شخص.

## التخصصات
يضم المعهد عدد من التخصصات المهنية، ومنها:
- الميكانيكا العامة
- الكهرباء
- الالكترونيات
- الانشاءات المعدنية
- الحاسب الآلي
- المركبات
- الطباعة
- التصوير الفوتوغرافي
- سي ان سي (CNC)
- اللحام
- التبريد والتكييف
- الأردوينو
- ميكانيكا السيارات

## مبادرات المعهد
أطلق المعهد الثانوي الصناعي بجدة في إطار التحولات الرقمية، عدد من المبادرات التقنية والمهنية التي تستهدف تنمية قدرات الشباب وصقل مواهبهم والاستفادة من طاقاتهم في شتى المجالات
- مبادرة «100 منتج» التي تبرز منتجات متدربي المعهد الصناعي الثانوي بجدة بجميع الأقسام التدريبية
- مبادرة «نظام شواهد الإلكتروني» الذي يعنى بتنظيم إدارة الموارد البشرية بالمعهد والتوزيع العادل للمهام الإدارية.
- مبادرة التحول الرقمي تختص بضبط سياسات جودة التدريب وجودة الأعمال الإدارية لتحول نحو الرقمنة في جميع الخدمات والمنتجات التدريبية التي يقدمها المعهد لمتدربيه ولشركائه بالقطاع العام والخاص.

1. 1 2  الدوعان، محمود إبراهيم (4 مايو 2014). "المعهد الصناعي الثانوي بجدة .. الغائب الحاضر". Madina. مؤرشف من الأصل في 2021-06-01. اطلع عليه بتاريخ 2021-06-01.
2. ↑  "المؤسسة العامة للتدريب التقني والمهني". مؤرشف من الأصل في 2021-06-01.
3. ↑  "صحيفة عكاظ". 12 مارس 2021. مؤرشف من الأصل في 2021-03-16.